# Амбатулямпи
Амбатулямпи (на малгашки: Ambatolampy) е град в централен Мадагаскар, провинция Антананариво, регион Вакинанкарача. Административен център на окръг Амбатулямпи. Населението на града през 2005 година е 26 549 души.

## Икономика
Икономиката на града е фокусирана главно върху селското стопанство: отглеждане на царевица, зеленчуци и плодове, маниока, ориз, пчеларство и коне за разплод. Има и фабрика, която произвежда алуминиеви съдове за готвене